# Parafia Przemienienia Pańskiego w Libiążu
Parafia Przemienienia Pańskiego – rzymskokatolicka parafia znajdująca się przy ulicy Oświęcimskiej 83 w Libiążu. Parafia należy do dekanatu Libiąż w archidiecezji krakowskiej.

## Historia parafii
Została utworzona w 1731 roku. Budowę obecnego kościoła parafialnego rozpoczęto w 1903 roku z inicjatywy księdza Franciszka Pietrzykowskiego. Konsekracja została dokonana w 1911 roku przez biskupa Anatola Nowaka. Do parafii należy również kaplica w miejscowości Jaworzno-Dąb.

## Terytorium parafii
Libiąż:
Agatki, Armii Krajowej, Batorego, Bema, Beskidzka, Biała, Bliska, Błękitna, Boczna, Bolesława Chrobrego, Bolesława Śmiałego, Borowa, Brzoskwiniowa, Cegielniana, Chełmońskiego, Cicha, Ciepła, Czereśniowa, Czysta, Dąbrowskiego, Długosza, Dobra, Działkowa, ks. Franciszka Flasińskiego, Floriańska, Fredry, Grażyny, Gromiecka, Harcerska, Jagiełły, Jaskrowa, Jaśminowa, Jazdówka, Jesienna, Kalinowa, Karpiowa, Kazimierza Wielkiego, Kępa Kosówkowa, Klonowa, Kochanowskiego, Kolejowa, Kolorowa, Konopnickiej, Kopernika, Krakowska od nru 30, Krasickiego, Kręta, Krótka, Lipowa, 11 Listopada bloki 12, 14, 16, 18, 20, 22, Litewska, Ludowa, Łąkowa, Łokietka, Majowa, Malczewskiego, Mała, Matejki, Mickiewicza, Mieszka I, Miodowa, Mleczna, Modrzewiowa, Orkana, Orzechowa, Orzeszkowej, Oświęcimska, Owocowa, Paderewskiego bloki L 3, 4, 6, 9, Paprocia, Piaskowa, Pocztowa, Pogodna, Potokowa, Przyrodnicza, Przy Torze, Reja, Rolna, Sarnia, Sielanki, Sienkiewicza, Sikorskiego nry parzyste od 14 i nieparzyste od 45, Skłodowskiej-Curie, Słoneczna, Sobieskiego, Sobótki, Sosnowa, Spokojna, Stawowa, Stolarska, Swojska, Szkolna, Śnieżna, Świerkowa, Świtezianki, Wspólna, Zaułek, Zgody, pl. Zwycięstwa, Żeńców, Żniwna
oraz
- Jaworzno-Dąb,
- Dąb,
- Szkutników.

## Grupy parafialne
- Rada duszpasterska
- Wspólnoty różańcowe
- Ruch Światło-Życie
- Domowy Kościół
- Neokatechumenat
- Zespół charytatywny
- Redakcja czasopisma Parafianin
- Chór parafialny
- Schola dziecięca
- Ministranci
- Lektorzy
- Wspólnota adopcyjna
- Grupa AA
- Świetlica środowiskowa
- Rodzina Kolpinga
- Koło Przyjaciół Radia Maryja i TV Trwam
- Biblioteka parafialna